# منیزیم یدید
منیزیم یدید (به انگلیسی: Magnesium iodide) یک ترکیب شیمیایی با شناسه پاب‌کم ۶۶۳۲۲ است. که جرم مولی آن 278.1139 g/mol (anhydrous)386.2005 g/mol (hexahydrate)422.236 g/mol (octahydrate) می‌باشد. شکل ظاهری این ترکیب، جامد بلوری سفید است.